# Лампроиты
Лампрои́ты (магмати́ческие го́рные поро́ды лампрои́товой се́рии) — общее название для серии богатых лейцитом и санидином щелочных магматических горных пород от ультраосновного до среднего состава. Термин введён П. Ниггли в 1923 году для выделения группы пород с высоким содержанием K и Mg. Название лампроит было дано от греческого «лампрос» («блестящий») из-за характерных для этой группы вкрапленников флогопита.

## Классификация
Классификация магматических горных пород лампроитового ряда разработана и утверждена Межведомственным петрографическим комитетом России и опубликована в Петрографическом кодексе России в составе общих Классификационных таблиц магматических горных пород.
- Отряд ультраосновных пород
  - Подоторяд щелочных пород
    - Семейство ультраосновных лампроитов
      - Оливин-диопсидовый ультраосновной лампроит
      - Оливин-флогопитовый ультраосновной лампроит
- Отряд основных пород
  - Подоторяд щелочных пород
    - Семейство основных лампроитов
      - Оливин-диопсид-флогопитовый основной лампроит
      - Оливин-диопсидовый основной лампроит
      - Диопсид-флогопитовый основной лампроит
      - Диопсид-флогопит-амфиболовый основной лампроит
      - Лейцит-флогопитовый основной лампроит
- Отряд средних пород
  - Подоторяд щелочных пород
    - Семейство орендитов (средних лампроитов):
      - Лейцитовый орендит
      - Орендит
      - Амфиболовый орендит

## Состав лампроитов и ихгенезис
Для лампроитов характерны низкие содержания кальция, алюминия, натрия и экстремально высокие содержания рассеянных элементов. Главными минералами лампроитов являются магнезиальный оливин (форстерит), флогопит, диопсид, лейцит, санидин, рихтерит, а также специфические минералы вадеит, прайдерит. Образуют незначительные по объёму тела: дайки и трубки, которые легко подвергаются разрушению и выветриванию. Описаны лампроитовые лавы и лампроитовые туфы.
Существует только 24 области в мире с находками лампроитов, их суммарный объём не превышает 100 км3. При этом лампроиты встречаются как на древних платформах, так и в складчатых поясах. Они имеют широкий диапазон возрастов от 1,4 млрд до 56 тыс. лет. Образование лампроитовых магм связывается с частичным плавлением литосферной мантии на глубинах более 150 км. Лампроиты часто содержат большое количество глубинных ксенолитов перидотитов и эклогитов.

## Алмазоносность
В 1979 году в Западной Австралии были найдены богатейшие месторождения алмазов, связанные с лампроитами. Месторождение трубки Аргайл обладает самыми большими запасами алмазов в мире. Только около 5% алмазов из лампроитов могут быть использованы в ювелирной промышленности, остальные используются в технических целях. При этом трубка Аргайл является главным источником редких розовых алмазов.
Помимо Австралии, лампроиты известны в Бразилии, в России (в Карелии и на Кольском полуострове).
Алмазоносные лампроиты впервые открыты в Австралии в 1976 году. Это отличный от кимберлитовой серии генетический тип месторождений алмазов. Лампроиты географически бывают связаны с кимберлитами, в составе тех и других много общего, но есть и существенные различия. Лампроиты отличается от кимберлитов высокой концентрацией Ti, K, P и некоторых других элементов. Вместе с этим нет существенных различий между алмазами этих двух генетических типов.